# ATP Venezia 1982
L'ATP Venezia 1982 è stato un torneo di tennis giocato sulla terra rossa. È stata la 2ª edizione dell'ATP Venezia che fa parte del Volvo Grand Prix 1982. Si è giocato a Venezia in Italia dal 7 al 13 giugno 1982.

## Campioni

### Singolare
José Luis Clerc ha battuto in finale  Peter McNamara con il punteggio di 7–6, 6–1

### Doppio
Carlos Kirmayr /  Cássio Motta hanno battuto in finale  José Luis Clerc /  Ilie Năstase con il punteggio di 6–4, 6–2